# Dumplings de Silesia
Los dumplings de Silesia (en polaco, kluski śląskie, en silesiano, gumiklyjzy, en alemán: Schlesische Kartoffelklöße) son dumplings o ñoquis de patata tradicionales de la región de Silesia en Polonia y Alemania. También se les llama białe kluski («dumplings blancos»).
El Ministerio de Agricultura y Desarrollo Rural de Polonia clasifica los dumplings como un alimento regional o tradicional conocido y registra versiones tanto del Voivodato de Silesia como del Voivodato de Opole.

## Preparación
La masa para hacer dumplings blancos se elabora con patatas hervidas y luego machacadas (moderadamente enfriadas, pero todavía calientes), harina de patata y un poco de sal. La proporción de patatas y harina es de aproximadamente 3:1 o 4:1. En algunas recetas, se puede agregar un huevo entero a la masa (esto ayuda a darle forma si el puré de papas se enfrió demasiado y darle forma se vuelve problemático).
Hay dos métodos para formar los dumplings. El primero es cortándolos con un cuchillo de los rollos de masa. La otra forma es simplemente enrollarlos con la masa a mano y aplanarlos. Finalmente, con el pulgar se hace una depresión para la salsa. Luego, los dumplings se hierven en agua con sal hasta que flotan en la superficie.

## Servicio
El plato compuesto por dumplings, rollitos de ternera fritos con salsa rica y col lombarda hervida es un componente invariable de la cena que se sirve los domingos o días festivos en muchas familias tradicionales de Silesia. Esta cena se considera con frecuencia una parte canónica de la cultura silesia, y a menudo también está vinculada a la cultura de la minería del carbón. Los dumplings sobrantes se pueden recalentar o freír (como las papas) para la cena y comer con salsa o mantequilla sobrante.

## Dumplings negros (de Silesia)
Un plato similar, los dumplings negros, también se sirvenen Silesia, normalmente se conocen con otros nombres, como czorne kluski ("dumplings negros") o kluski polskie ("dumplings polacos").